# بايرون مور
بايرون مور (بالإنجليزية: Byron Moore)‏ (24 أغسطس 1988 بستوك أون ترينت في المملكة المتحدة - ) هو لاعب كرة قدم بريطاني في مركز جناح ‏. لعب مع بورت فايل ونادي كرو ألكساندرا وKidsgrove Athletic F.C. ‏.

## وصلات خارجية
- بايرون مور على موقع قاعدة بيانات كرة القدم.إي يو (الإنجليزية)
- بايرون مور على موقع Soccerbase.com (لاعب) (الإنجليزية)